# 110 meter häck för herrar i friidrott vid olympiska sommarspelen 2008
Herrarnas 110 meter häck i Olympiska sommarspelen 2008 ägde rum 18 - 21 augusti i Pekings Nationalstadion.
Kvalificeringsstandarden var 13,55 s (A standard) och 13,72 s (B standard). 

## Medaljörer
| Event          | Guld               | Guld  | Silver          | Silver | Brons            | Brons |
| 110 meter häck | Dayron Robles Kuba | 12,93 | David Payne USA | 13,17  | David Oliver USA | 13,18 |

## Rekord
Före tävlingarna gällde dessa rekord:
| Världsrekord     | Dayron Robles | 12,87 s | Ostrava, Tjeckien | 12 juni 2008    |
| Olympiskt rekord | Liu Xiang     | 12,91 s | Aten, Grekland    | 27 augusti 2004 |

## Resultat
- Q innebär avancemang utifrån placering i heatet.
- q innebär avancemang utifrån total placering.
- DNS innebär att personen inte startade.
- DNF innebär att personen inte fullföljde.
- DQ innebär diskvalificering.
- NR innebär nationellt rekord.
- OR innebär olympiskt rekord.
- WR innebär världsrekord.
- WJR innebär världsrekord för juniorer
- AR innebär världsdelsrekord (area record)
- PB innebär personligt rekord.
- SB innebär säsongsbästa.
- w innebär medvind > 2,0 m/s

### Försöksheat
| Placering | Heat | Idrottare                    | Nationalitet        | Tid   | Noteringar |
| --------- | ---- | ---------------------------- | ------------------- | ----- | ---------- |
| 1         | 2    | David Oliver                 | USA                 | 13,30 | Q          |
| 2         | 3    | Paulo Villar                 | Colombia            | 13.37 | Q, SB      |
| 3         | 3    | Ryan Brathwaite              | Barbados            | 13.38 | Q, NR      |
| 4         | 1    | Dayron Robles                | Kuba                | 13.39 | Q          |
| 5         | 2    | Jackson Quiñónez             | Spanien             | 13.41 | Q          |
| 6         | 4    | David Payne                  | USA                 | 13.42 | Q          |
| 7         | 3    | Petr Svoboda                 | Tjeckien            | 13.43 | Q          |
| 8         | 2    | Shamar Sands                 | Bahamas             | 13.45 | Q          |
| 9         | 6    | Konstadinos Douvalidis       | Grekland            | 13.49 | Q, =NR     |
| 10        | 2    | Gregory Sedoc                | Nederländerna       | 13.50 | Q, SB      |
| 11        | 4    | Ladji Doucouré               | Frankrike           | 13.52 | Q          |
| 12        | 5    | Artur Noga                   | Polen               | 13.53 | Q          |
| 12        | 3    | Shi Dongpeng                 | Kina                | 13.53 | Q          |
| 14        | 6    | Marcel van der Westen        | Nederländerna       | 13.54 | Q          |
| 15        | 6    | Allan Scott                  | Storbritannien      | 13.56 | Q          |
| 15        | 1    | Andy Turner                  | Storbritannien      | 13.56 | Q          |
| 17        | 1    | Ji Wei                       | Kina                | 13.57 | Q          |
| 18        | 4    | Selim Nurudeen               | Nigeria             | 13.58 | Q, PB      |
| 19        | 3    | Ronald Forbes                | Caymanöarna         | 13.59 | q, NR      |
| 19        | 5    | Igor Peremota                | Ryssland            | 13.59 | Q          |
| 21        | 6    | Samuel Coco-Viloin           | Frankrike           | 13.60 | Q          |
| 21        | 1    | Richard Phillips             | Jamaica             | 13.60 | Q          |
| 23        | 5    | Dániel Kiss                  | Ungern              | 13.61 | Q, SB      |
| 23        | 4    | Maurice Wignall              | Jamaica             | 13.61 | Q, SB      |
| 25        | 6    | Mohamed Issa Al-Thawadi      | Qatar               | 13.64 | q, SB      |
| 26        | 2    | Lee Jung-Joon                | Sydkorea            | 13.65 | q          |
| 27        | 2    | Mikel Thomas                 | Trinidad och Tobago | 13.69 | q, PB      |
| 28        | 3    | Héctor Cotto                 | Puerto Rico         | 13.72 | q          |
| 29        | 6    | David Ilariani               | Georgien            | 13.75 | q          |
| 30        | 3    | Dudley Dorival               | Haiti               | 13.78 | q, SB      |
| 31        | 5    | Anselmo da Silva             | Brasilien           | 13.81 | Q          |
| 32        | 2    | Damjan Zlatnar               | Slovenien           | 13.84 | q          |
| 33        | 4    | Maksim Linsja                | Belarus             | 13.86 |            |
| 34        | 4    | Stanislav Sajdok             | Tjeckien            | 13.89 |            |
| 35        | 1    | Jevgenij Borisov             | Ryssland            | 13.90 |            |
| 36        | 5    | Joseph-Berlioz Randriamihaja | Madagaskar          | 13.91 |            |
| 37        | 4    | Masato Naito                 | Japan               | 13.96 |            |
| 38        | 1    | Oleg Normatov                | Uzbekistan          | 14.00 |            |
| 39        | 1    | Jurica Grabušic              | Kroatien            | 14.18 |            |
| 40        | 3    | Abdul Rashid                 | Pakistan            | 14.52 |            |
| 98        | 6    | Liu Xiang                    | Kina                | DNF   |            |
| 98        | 5    | Terrence Trammell            | USA                 | DNF   |            |
| 99        | 5    | Staņislavs Olijars           | Lettland            | DNS   |            |

### Omgång 2
| Placering | Heat | Idrottare               | Nationalitet        | Tid   | Noteringar |
| --------- | ---- | ----------------------- | ------------------- | ----- | ---------- |
| 1         | 4    | David Oliver            | USA                 | 13,16 | Q          |
| 2         | 2    | Dayron Robles           | Kuba                | 13.19 | Q          |
| 3         | 1    | David Payne             | USA                 | 13.24 | Q          |
| 4         | 2    | Artur Noga              | Polen               | 13.36 | Q, PB      |
| 4         | 3    | Maurice Wignall         | Jamaica             | 13.36 | Q, SB      |
| 6         | 4    | Ladji Doucouré          | Frankrike           | 13.39 | Q          |
| 7         | 1    | Petr Svoboda            | Tjeckien            | 13.41 | Q          |
| 8         | 1    | Shi Dongpeng            | Kina                | 13.42 | Q          |
| 9         | 2    | Gregory Sedoc           | Nederländerna       | 13.43 | Q, SB      |
| 10        | 3    | Ryan Brathwaite         | Barbados            | 13.44 | Q          |
| 11        | 1    | Konstadinos Douvalidis  | Grekland            | 13.46 | q, NR      |
| 11        | 3    | Paulo Villar            | Colombia            | 13.46 | Q          |
| 13        | 4    | Jackson Quiñónez        | Spanien             | 13.47 | Q          |
| 14        | 1    | Richard Phillips        | Jamaica             | 13.48 | q, SB      |
| 14        | 3    | Marcel van der Westen   | Nederländerna       | 13.48 | q          |
| 16        | 2    | Samuel Coco-Viloin      | Frankrike           | 13.51 | q          |
| 17        | 2    | Andy Turner             | Storbritannien      | 13.53 |            |
| 18        | 2    | Lee Jung-Joon           | Sydkorea            | 13.55 | NR         |
| 19        | 2    | Shamar Sands            | Bahamas             | 13.55 |            |
| 20        | 1    | Mikel Thomas            | Trinidad och Tobago | 13.62 | PB         |
| 21        | 3    | Dániel Kiss             | Ungern              | 13.63 |            |
| 22        | 4    | Selim Nurudeen          | Nigeria             | 13.66 |            |
| 22        | 3    | Allan Scott             | Storbritannien      | 13.66 |            |
| 24        | 1    | Igor Peremota           | Ryssland            | 13.70 |            |
| 25        | 3    | Dudley Dorival          | Haiti               | 13.71 | SB         |
| 26        | 4    | Ronald Forbes           | Caymanöarna         | 13.72 |            |
| 27        | 1    | Héctor Cotto            | Puerto Rico         | 13.73 |            |
| 28        | 2    | David Ilariani          | Georgien            | 13.74 |            |
| 29        | 4    | Ji Wei                  | Kina                | 13.80 |            |
| 30        | 4    | Anselmo da Silva        | Brasilien           | 13.84 |            |
| 98        | 3    | Mohamed Issa Al-Thawadi | Qatar               | DQ    |            |
| 99        | 4    | Damjan Zlatnar          | Slovenien           | DNS   |            |

### Semifinaler

#### Semifinal 1
20 augusti 2008 - 21:30
Vind: -0.4 m/s
| Placering | Bana | Idrottare              | Nationalitet  | Tid   | Noteringar | Reaktion |
| --------- | ---- | ---------------------- | ------------- | ----- | ---------- | -------- |
| 1         | 4    | Dayron Robles          | Kuba          | 13,12 | Q          | 0,221    |
| 2         | 6    | David Payne            | USA           | 13.21 | Q, SB      | 0.177    |
| 3         | 5    | Ladji Doucouré         | Frankrike     | 13.22 | Q, SB      | 0.183    |
| 4         | 3    | Richard Phillips       | Jamaica       | 13.43 | Q, SB      | 0.153    |
| 5         | 2    | Konstadinos Douvalidis | Grekland      | 13.55 |            | 0.157    |
| 6         | 8    | Gregory Sedoc          | Nederländerna | 13.60 |            | 0.162    |
| 7         | 7    | Petr Svoboda           | Tjeckien      | 13.60 |            | 0.182    |
| 8         | 9    | Paulo Villar           | Colombia      | 13.85 |            | 0.153    |

#### Semifinal 2
20 augusti 2008 - 21:39
Vind: -0.4 m/s
| Placering | Bana | Idrottare             | Nationalitet  | Tid   | Noteringar | Reaktion |
| --------- | ---- | --------------------- | ------------- | ----- | ---------- | -------- |
| 1         | 6    | David Oliver          | USA           | 13,31 | Q          | 0,169    |
| 2         | 5    | Artur Noga            | Polen         | 13.34 | Q, PB      | 0.181    |
| 3         | 9    | Jackson Quiñónez      | Spanien       | 13.40 | Q, =SB     | 0.173    |
| 4         | 7    | Maurice Wignall       | Jamaica       | 13.40 | Q          | 0.141    |
| 5         | 8    | Shi Dongpeng          | Kina          | 13.42 |            | 0.141    |
| 6         | 3    | Marcel van der Westen | Nederländerna | 13.45 |            | 0.124    |
| 7         | 4    | Ryan Brathwaite       | Barbados      | 13.59 |            | 0.147    |
| 8         | 2    | Samuel Coco-Viloin    | Frankrike     | 13.65 |            | 0.187    |

### Final
| Placering | Bana | Idrottare        | Nationalitet | Tid   | Noteringar | Reaktion |
| --------- | ---- | ---------------- | ------------ | ----- | ---------- | -------- |
| 1         | 6    | Dayron Robles    | Kuba         | 12,93 |            | 0,183    |
| 2         | 5    | David Payne      | USA          | 13,17 | SB         | 0,175    |
| 3         | 7    | David Oliver     | USA          | 13,18 | PB         | 0,158    |
| 4         | 8    | Ladji Doucouré   | Frankrike    | 13,24 |            | 0,170    |
| 5         | 4    | Artur Noga       | Polen        | 13.36 |            | 0,169    |
| 6         | 2    | Maurice Wignall  | Jamaica      | 13,46 |            | 0,163    |
| 7         | 3    | Richard Phillips | Jamaica      | 13,60 |            | 0,154    |
| 8         | 9    | Jackson Quiñónez | Spanien      | 13,69 |            | 0,187    |